# لوئیس لوپز (بازیکن فوتبال، زاده مه ۱۹۷۵)
لوئیس لوپز (انگلیسی: Luis López؛ زادهٔ ۴ مهٔ ۱۹۷۵) بازیکن فوتبال اهل اسپانیا است.